# Pöllauer Safen
Die Pöllauer Safen (auch Pöllauer Saifen) ist ein etwa 35 km langer österreichischer Fluss, der im Gebiet der ehemaligen Gemeinde Saifen-Boden im Bezirk Hartberg-Fürstenfeld (Steiermark) entspringt.

## Verlauf
Sie durchfließt den Naturpark Pöllauer Tal. In Pöllau nimmt die Pöllauer Safen die Dürre Saifen und den Prätisbach auf. In Sebersdorf fließen die Hartberger Safen und die Pöllauer Safen zusammen und bilden ab hier die Safen.

## Regulierungen
Im Verlauf der Pöllauer Safen hat man in Dienersdorf ein Wehr und zwischen Hofkirchen bei Hartberg und Kaindorf eine Hochwasserschutzvorrichtung gebaut.